# Pycreus laxispicatus
Pycreus laxispicatus är en halvgräsart som först beskrevs av Georg Kükenthal, och fick sitt nu gällande namn av Hoenselaar. Pycreus laxispicatus ingår i släktet Pycreus och familjen halvgräs. Inga underarter finns listade i Catalogue of Life.